# Musik (chanson)
Pour l’article homonyme, voir Musik.
Chansons représentant l'Autriche au Concours Eurovision de la chanson
Tausend Fenster
(1968) Falter im Wind
(1972)
Musik est la chanson représentant l'Autriche au Concours Eurovision de la chanson 1971. Elle est interprétée par Marianne Mendt.
La chanson est la première chanson de la soirée, précédant Marija l-Maltija interprétée par Joe Grech pour Malte.
À la fin des votes, elle obtient 66 points et prend la seizième place sur dix-huit participants.

## Source de la traduction
- (en) Cet article est partiellement ou en totalité issu de l’article de Wikipédia en anglais intitulé « Musik (song) » (voir la liste des auteurs).